# Љубљана у Народноослободилачкој борби
Народноослободилачки покрет у Љубљани је трајао од 1941. до 1945. године, а град је током већег дела рата био центар многих илегалних активности НОП-а и седиште разних антифашистичких организација, попут Ослободилачког фронта Словеније. До 1941. Комунистичка партија Југославије имала је своје ћелије у свим већим фабрикама, на Универзитету и у неким струковним организацијама. Приликом приступања Југославије Тројном пакту 25. марта 1941. одржане су демонстрације, а приликом агресије сила Осовине на Југославију априла 1941, многи становници Љубљане добровољно су се јавили за одбрану домовине.

## Окупација и припреме за устанак
После напада фашистичких агресора на Југославију, априла 1941. године, Словенију су поделила три окупатора: крајњи, североисточни део запосела је Мађарска, северни и северозападни нацистичка Немачка, а јужни фашистичка Италија. Јединице италијанске војске ушле су у Љубљану 11. априла. Све до капитулације Италије у Љубљани је било седиште Љубљанске покрајине, високог комесара и команде 11. армијског корпуса. Граница између немачке и италијанске окупационе зоне пружала се управо кроз северозападно предграђе Љубљане. Тиме је град био подељен на два дела и Немци који су добили тек мали део трудили су се да остваре што већи утицај на италијанску војну и цивилну власт у граду. Љубљана је у то време имала нешто више од 80.000 становника, а већ до јесени 1941. постала је напученија за још 15.000 бегунаца из оних крајева Словеније који су били под немачком окупацијом. У исто време у Љубљани је било преко 30.000 италијанских војника, полицајаца и припадника других униформисаних јединица.
Комунистичка партија Словеније је још 1937. године постигла савез с антифашистима из католичког и либералног табора и тако омогућила стварање масовне организације отпора. Само две недеље после окупације, 27. априла, формиран је у Љубљани Антиимперијалистички фронт, који је у јуну 1941. преименован у Ослободилачки фронт Словеније (ОФ), у који су поред комуниста ушли хришћански социјалисти, лево крило »Сокола«, група културних радника и још неке демократски оријентисане групе из грађанске средине. Ослободилачки фронт је позвао у своје редове свакога који је био спреман да се бори за слободу без обзира на његову политичку припадност. Више од 90 одсто становника Љубљане учествовало је дејствовању ОФ. У Љубљани, ова организација је имала одлично развијену организациону мрежу која је текла од рејона, квартова и терена до улица и одатле још до кућних одбора.

## Акције организација НОП−а
Маја 1941. године формиране су борбене и саботажне групе, чије је гесло било: »Уништити све што припада непријатељу«. Већ у почетку било их је око стотину, а њихови чланови уништавали су фабричке машине, железничке пруге, локомотиве, вагоне, бензинске и друге магацине. Дана 1. и 2. јуна одржана је проширена партијска конференција на којој је Едвард Кардељ изложио смернице за припреу устанка. На дан напада Немачке на Совјетски Савез, 22. јуна 1941. године, у Љубљани је формиран Главни штаб словеначких партизанских јединица, замишљен као командујући орган устанка. Само мало касније, усред лета, у Љубљани су организоване делатности које су потребне свакој војсци: пиротехника, санитет, војна интендантура и остало.
Већ почетком маја 1941. године у Љубљани је изишао први илегални часопис »Словенски порочевалец« и хиљаде прогласа и летака. У таквим условима до половине 1943. године радило је у Љубљани шест илегалних графичких штампарија (Подморница, Тунел, Тоне Томшич, Техника, Труга или Јама и Цинкографија) које су одштампале више од милион летака, преко 70.000 примерака брошура, 67.000 илегалних часописа, бројне документе и остало. До краја 1944. године, 70 илегалних циклостилних штампарија у Љубљани умножиле су преко 600.000 примерака »Словенског порочевалца« и више стотина хиљада примерака »Дела«, »Људске правице«, »Младине«, »Наше жене«, »Делавске енотности,« »Народа в јежи« и других листова, а и 52 брошуре у великим тиражима. Од новембра 1941. до априла 1942. у Љубљани је постојала и радио-станица ОФ "Кричач", која је свакодневно емитовала вести и друге информације.
Августа 1941. године, Централни комитет КП Словеније оснива у Љубљани Варностно обвешчевалну службу ОФ — ВОС. Ова служба састојала се од две главне службе: обавештајне и службе  безбедности. Обавештајна служба је прикупљала и достављала све податке о живој сили, о објектима, средствима, политици, војним и другим акцијама непријатеља. Служба безбедности имала је као свој основни задатак заштиту људи, институција, технике и објеката који су служили НОП-у. Њени припадници су онемогућили или ликвидирали велики број непријатеља. Међу њима је и бивши бан Дравске бановине, касније колаборационист и иницијатор стварања »Беле гарде« Марко Натлачен. У ВОС су примани најбољи, најхрабрији, у разним акцијама вични чланови Народне заштите. Ова организација је одиграла велику улогу у борби са непријатељским шпијунима, а диверзантима, у обезбеђењу, тајност акција ОФ и других, институција и у заштити руководства и устанка НОП Словеније.
Дана 16. септембра 1941. године у Љубљани се састао трећи Врховни пленум Освободилне фронте и конституисао се у Словеначки народноослободилачки одбор — СНОО. На том заседању донете су важне одлуке: СНОО је проглашен за највиши орган власти у Словенији, донета је одлука о прикључењу словеначких партизанских чета југословенским народноослободилачким јединицама, одлука о плаћању народног пореза и зајма и одлука о кажњавању издајника. Управо те одлуке биле су први елементи словеначке државности.

## Италијански злочини током окупације
У јесен 1941. Италијани су формирали војни суд који је до капитулације Италије водио 8.737 процеса против 13.186 људи. При томе је њих 83 осуђено на смрт, а већи део на високе казне затвора.
Октобра 1941. у Љубљани је установљена масовна војна организација, Народна заштита. Већ у пролеће 1942. године било је у Љубљани више од 3.000 бораца Народне заштите који су готово свакодневно изводили акције. Убрзо су основане организације: Савез словеначке омладине, Радничко јединство, Антифашистички савез жена, Народна помоћ, све са циљем да се мобилише сваки човек за задатке које може да изврши. ОФ је била држава у држави, јер је имала своје људе не само у фабрикама, школама, већ и у свим окупаторским установама као што су полиција, магистрат, високи комесаријат, железница, банке, пошта и остало.
Изванредна организованост Освободилне фронте, свакодневне врло успешно изведене акције, биле су разлог да окупаторска власт између 19. и 23. фебруара 1942. године Љубљану огради бодљикавом жицом која је на неким местима била висока и 8 метара. Ограда се пружала око Љубљане у дужини од 32 километра, уз њу је било 69 бункера са јаким војничким посадама и митраљеским гнездима. Без жичане ограде су остали само главни излази из града. Љубљана је тако постала велики концентрациони логор. У ноћи 24. фебруара 1942. почеле су масовне рације које су трајале све до 15. марта. Више хиљада становника Љубљане било је ухапшено. Априла 1942. Италијани су увели систем талаца и у Љубљани стрељали њих 150. У логорима по разним крајевима Италије и на Рабу било је, 1942. и 1943. године, висе од 20.000 становника Љубљане. Масовна хапшења и интернирања, окупатор је поновио и јуна 1943. године. Упркос тешким репресалијама, само у току 1943. године Окружни комитет КПС за Љубљану организовао је 22 масовне демонстрације против окупатора. Такве демонстрације града опкољеног жицом биле су јединствене у Европи. Посебно је значајна била демонстрација неколико хиљада жена и деце пред командом италијанског 11. армијског корпуса 21. јуна 1943, а највећа је била 1. августа 1943., кад је пред судском зградом демонстрирало преко 10.000 жена и омладине.

## Капитулација Италије и немачка окупација
После капитулације Италије, из Љубљане је отишло готово цело политичко и војно руководство Освободилне фронте. Све делатности у Окружном комитету КПС, Окружном одбору ОФ и у другим окружним форумима преузеле су жене. Ново љубљанско вођство радило је у ванредно тешким условима. Љубљана више није била центар ослободилачког покрета, као у прве две године рата, али је остала врло важан политички чинилац и центар за везу. Нови окупатор, Немци, хтели су да сломе отпор њених становника масовним хапшењима, мучењима по затворима и депортовањем у немачке концентрационе логоре. Упркос томе, окружни одбор ОФ радио је организовано све до почетка 1945. године. Дана 24. септембра 1943. године Немци су оформили из редова домаћих колаборациониста Словеначку домобранску легију. Домобрани су завели још већи терор од окупатора: само домобранска полиција је у време од октобра 1943. до маја 1945. године затворила и подвргла страховитим мучењима преко 6.000 становника Љубљане које су потом Немци слали у своје концентрационе логоре Дахау, Аушвиц, Маутхаузен, Бухенвалд, Равензбрик и друге, из којих се многи нису вратили. Најбруталнији терор завела је домобранска тајна организација »Црна рука«.

## Ослобођење Љубљане
Последње недеље пре краја рата протекле су у припремама за долазак Југословенске армије. Јединице Народне заштите припремају се за учешће у последњим биткама. Тајно је штампан свечани број »Словенског порочевалца« који је изашао у часу ослобођења. Становници Љубљане су 9. маја 1945. године одушевљено поздравили ослободиоце. Први су у град ушли борци Официрске школе Главног штаба НОВ и ПО Словеније, а затим и јединице 29. херцеговачке дивизије и 15. и 18. словеначке дивизије. Дан после тога у Љубљану је стигла прва словеначка влада.
Током рата, у партизане је отишло више од 11.000 љубљанских бораца (од тога током капитулације Италије 7.000), од којих је преко 2.000 пало у борбама. На љубљанским улицама, на стрелиштима и у затворима убијено је преко 700 људи. У италијанским и немачким концентрационим логорима умрло је или убијено око 3.000 Љубијанчана.
Љубљана је дала 57 народних хероја, од којих су 22 ту рођена, а остали су у Љубљани живели и водили ослободилачку борбу.
Љубљана је за град−херој проглашена 9. маја 1970. године.